# Debbie Rockt!
Le Debbie Rockt! erano un gruppo musicale rock alternativo tedesco attivo dal 2002 al 2008 e formato da Denise Wilson, Margot Cichy, Pauline Kammerlacher, Rosa Stecher e Sofia Stark.

## Carriera
La band è stata fondata nel settembre del 2002 sotto il nome di Deep Mind da Pauline "Paule" Kammerlocher (nata il 28 ottobre 1987), Rosa Stecher (nata il 10 ottobre 1987 a Stoccarda) e Margot "Tan" Cichy (nata il 21 dicembre 1987 a Varsavia). Nel giugno successivo il gruppo si è allargato con Katharina "Kathi" Seitz (nata il 29 dicembre 1987 a Heilbronn) ed è stato rinominato in Skylla. Negli anni seguenti le ragazze hanno tenuto vari concerti nell'area di Reutlingen, esibendosi per esempio al festival Rock Days di Bad Urach.
Nel 2006 ci sono stati vari cambiamenti nella formazione e nel nome del gruppo: Pauline si è ritirata, mentre hanno fatto il loro ingresso nel gruppo Sofia "Fie" Stark (nata il 4 gennaio 1991 a Nellingen) e Denise Emily Wilson (nata il 21 ottobre 1989 a Stoccarda), e il nome è stato cambiato in Debbie Rockt!, ispirato a una musicista di strada chiamata Debbie che le ragazze avevano conosciuto a Berlino. La loro prima apparizione televisiva con questo nome è stata su Viva Live.
Il primo singolo Ich Rocke è stato pubblicato il 7 aprile 2007 e ha raggiunto la 53ª posizione della classifica tedesca e la 63ª in quella austriaca. Il canale musicale VIVA ha sostenuto il gruppo sin dall'inizio, dando alle ragazze ampio spazio nella programmazione dei video, fornendo risalto e visibilità. Il secondo singolo Nie mehr Schule/Popp Song è uscito il 29 giugno successivo ed è andato ancor meglio del precedente in classifica, piazzandosi rispettivamente al 51º e al 46º posto in Germania e Austria. I due singoli hanno anticipato l'album Egal was ist..., uscito il 13 luglio 2007, che è entrato nella classifica tedesca al 73º posto.

## Discografia
- 2003 – Lying Society (come Skylla)
- 2004 – Listen to the Picture (come Skylla)
- 2007 – Egal was ist...

### Singoli
- 2007 – Ich rocke
- 2007 – Nie mehr Schule/Popp Song